# 황인숙
황인숙(1958년 ~ )은 대한민국의 시인이다. 서울특별시에서 태어나 서울예술대학 문예창작과를 졸업했다.

## 약력
1984년 《경향신문》 신춘문예에 시〈나는 고양이로 태어나리라〉가 당선되어 등단했다.

## 수상
- 1999년 제12회 동서문학상
- 2004년 제23회 김수영문학상
- 2018년 제63회 현대문학상[1]

## 저서

### 시집
- 《새는 하늘을 자유롭게 풀어놓고》(문학과지성사, 1988) ISBN 8932003483
- 《슬픔이 나를 깨운다》(문학과지성사, 1990)
- 《우리는 철새처럼 만났다》(문학과지성사, 1994) ISBN 8932007128
- 《나의 침울한, 소중한 이여》(문학과지성사, 1998) ISBN 8932010080
- 《자명한 산책》(문학과지성사, 2003) ISBN 8932014647
- 《리스본行 야간열차》(문학과지성사, 2007) ISBN 8932018294
- 《못다 한 사랑이 너무 많아서》(문학과지성사, 2016)

#### 시인의 말
- 《새는 하늘을 자유롭게 풀어놓고》
유심히 보면, 유령이든 사람이든 사물이든 누군가가 '외롭다'고 중얼거린다. 그는 세포 하나하나까지 스며들어 합쳐지고 변화하고 따뜻해지기를 원하는 것 같다. 그것은 이기적인 욕망일까?
바로 지금, 나는 원한다. 어떤 영혼도 제어할 수 없는, 아니 영혼이 주동이 되어 세포·원형질, 그 뭐랄까, 그 엄연한 물질이 되어……. 그런데 별수없이……이것은 치유될 수 없고, 내가 아무도 치유할 수 없고, 이 깨달음은 비통한 노릇이다.
- 《슬픔이 나를 깨운다》
얼마 전인가, 내 머리에 떠오른 문장이 산문이라는 걸 문득 깨달았다. 그러고 보니 이즈음은 항상 그랬던 것 같다. 전에는 무슨 문장이 떠오르면 당연히, 저절로 싯귀로서였는데.
좀 정나미가 떨어지고 충격적인 일이다.
나의 리듬은 어디로 가버렸는가?
그것을 찾는 것이 내 당면 과제다.
- 《우리는 철새처럼 만났다》
내 척박하고 황폐한 삶을 쟁기질하는
다시금 시를 쓰고
노래부르고 싶게 하는
나의 운명에게 깊은 감사와 입맞춤을 보낸다
- 《나의 침울한, 소중한 이여》
돌아가보자.
'말의 아름답기' '말의 부드럽기' '말의 따뜻하기'
-藝專 문창과「문학개론」첫 장으로. 그러면 '삶의 아름답기' '삶의 부드럽기' '삶의 따뜻하기'가 가까워질 것이다.
- 《자명한 산책》
등단한 지 스무 해가 꽉 차간다. 스무 해, 그러니까 20년! 그동안 써온 시들을 생각하니 얼굴이 달아오른다. 돌이켜보면 나는 시에 있어서도 후한 값을 받고 살았다. 그게 다 빚이다. 힘을 내서 빨리 빚을 까자!
- 《리스본行 야간열차》
문득 궁금하다.
내 속에 아직 시의 씨앗이라는 게 살아 있어,
촉촉이 비 내린 뒤 햇빛 쏟아지는 날들엔 발아할까.
아니면 이미 모래알처럼 굳어버린 걸까. 다른 이들도,
근면해야 시를 거두는 걸까, 아니면 절로 풍요로운
시의 정원을 홀홀히 거니는 시인도 있는 걸까.
또 궁금하다.
다른 사람들도 이렇게 졸린데 꾹 참고 일어나곤 하는 걸까,
아니면 늘 나만큼 졸립진 않은 걸까.

### 산문집
- 《나는 고독하다》(문학동네, 1997)
- 《육체는 슬퍼라》(푸른책들, 2000)
- 《지붕 위의 사람들》(문학동네, 2002)
- 《인숙만필》(마음산책, 2003) ISBN 8989351405
- 《이제 다시 그 마음들을》(이다미디어, 2004)
- 《그 골목이 품고 있는 것들》(샘터사, 2005)
- 《목소리의 무늬》(샘터사, 2006)
- 《일일락락》(마음산책, 2007)
- 《해방촌 고양이》(이숲, 2010)

## 평가
김현은 《새는 하늘을 자유롭게 풀어놓고》를 비평하면서 시인의 시가 "통과 제의를 두려운 마음으로, 그리고 즐거운 마음으로, 아니 기쁜 마음으로 기다리고 있는 사람의 시"라면서 "통과 제의의 시"라고 이름 붙였다. 또, 시인이 "통과 제의가 끝나면, 자기가 자기 마음대로 살 수 있다는 것을 잘 알고 있다면서, 자기의 꿈을 하나둘 슬그머니 드러"내는 점에서 시인의 시를 "애드벌룬의 시"라고도 평했다.